# Acrobat (novela)
Acrobat es un thriller de espías de 2002 escrito por Gonzalo Lira.

## Recepción
Publishers Weekly escribió que «la prosa juvenil y flácida deja mucho que desear», pero que los lectores que lo lograron se sorprenderían con el «final perfectamente retorcido».
Kirkus Reviews calificó a los personajes de «interesantes» y dijo que Lira es una «narradora atrevida y enérgica» que le había dado un nuevo giro al género del thriller de espionaje comercial.
En The Washington Post, Patrick Anderson elogió la «escena inicial dinamita» y dijo que la novela es «animada y divertida de leer» hasta el «final deprimente».
En una reseña destacada en Booklist, David Pitt calificó el estilo de la prosa como «emocionante» y el libro como «una absoluta maravilla», a pesar de que la trama es «un poco comparada con los números».

## Derechos de adaptación
Al momento de su publicación, los derechos cinematográficos se vendieron a Miramax; Se informó que Lira recibió 650 000 dólares por la venta, con los cineastas Sydney Pollack y Anthony Minghella como productores, aunque no hubo mayores novedades desde entonces.